# Love the Way You Lie (Part II)
Love the Way You Lie (Part II) (englisch für „Ich liebe es, wie du lügst (Teil II)“) ist ein Song der aus Barbados stammenden R&B-Sängerin Rihanna aus ihrem fünften Studioalbum Loud, das am 12. November 2010 erschien. Das Lied wurde gemeinsam mit dem US-Rapper Eminem aufgenommen. Es ist die Fortsetzung zu dem weltweiten Hit Love the Way You Lie, das sich auf Eminems siebtem Studioalbum Recovery befindet.

## Hintergrund
Eminem und Rihanna nahmen im Jahr 2010 eine alternative Version von Love the Way You Lie auf, dieses Mal mit Rihanna als Leadsängerin. Im Lied wird die Geschichte des Vorgängers aus der weiblichen Perspektive erzählt. Rihanna sagte in einem Interview mit MTV.com, dass sie zunächst gegen eine Fortsetzung gewesen sei, da sie dachte, dass man das Original niemals übertrumpfen könne. Als sie allerdings die von Skylar Grey aufgenommene Demoversion hörte, war sie doch dazu bereit, die Fortsetzung aufzunehmen. Im selben Interview sagte sie auch, dass der zweite Teil weniger Aufwand als der erste Teil gekostet habe, da die beiden Sängern nur von Klavier und Schlagzeug begleitet würden.
Alternative Versionen
Eine Klavier-Version, die Eminems Teil des Liedes ausschließt, wird auf iTunes als Bonus-Track von Loud angeboten.
Die ursprüngliche Demoversion von Grey wurde auf deren EP The Buried Sessions of Skylar Grey und der iTunes-Store-Version ihres Albums Don’t Look Down veröffentlicht.

## Kritische Rezeption
Jon Pareles von der The New York Times sagte, dass das Lied rein theatralisch, aber auch für einen Moment einfach „raw“ sei. Chris Richards von der Washington Post meinte, dass sich Rihanna bei Love the Way You Lie (Part II) gegen Eminem gut durchsetzen könne und dass sie wirklich zeige, was in ihr stecke. Emily Mackay vom NME kommentierte, dass der Kontrast zwischen Rihanna, die eher balladig sänge, und Eminem, der förmlich vor Wut schreie, einfach toll sei.
James Skinner von BBC Online beurteilte Love the Way You Lie (Part II) besser als das Original. Er sagte, dass hauptsächlich Rihanna einen großen Teil des Liedes ausmache. Sie sei im Gegensatz zum ersten Teil die Hauptakteurin. Steve Jones von USA Today kommentierte, dass das Lied nicht an die Originalversion herankommen würde. Thomas Conner von der Chicago Sun-Times hielt das Lied für eine unnötige Fortsetzung.

## Liveauftritte

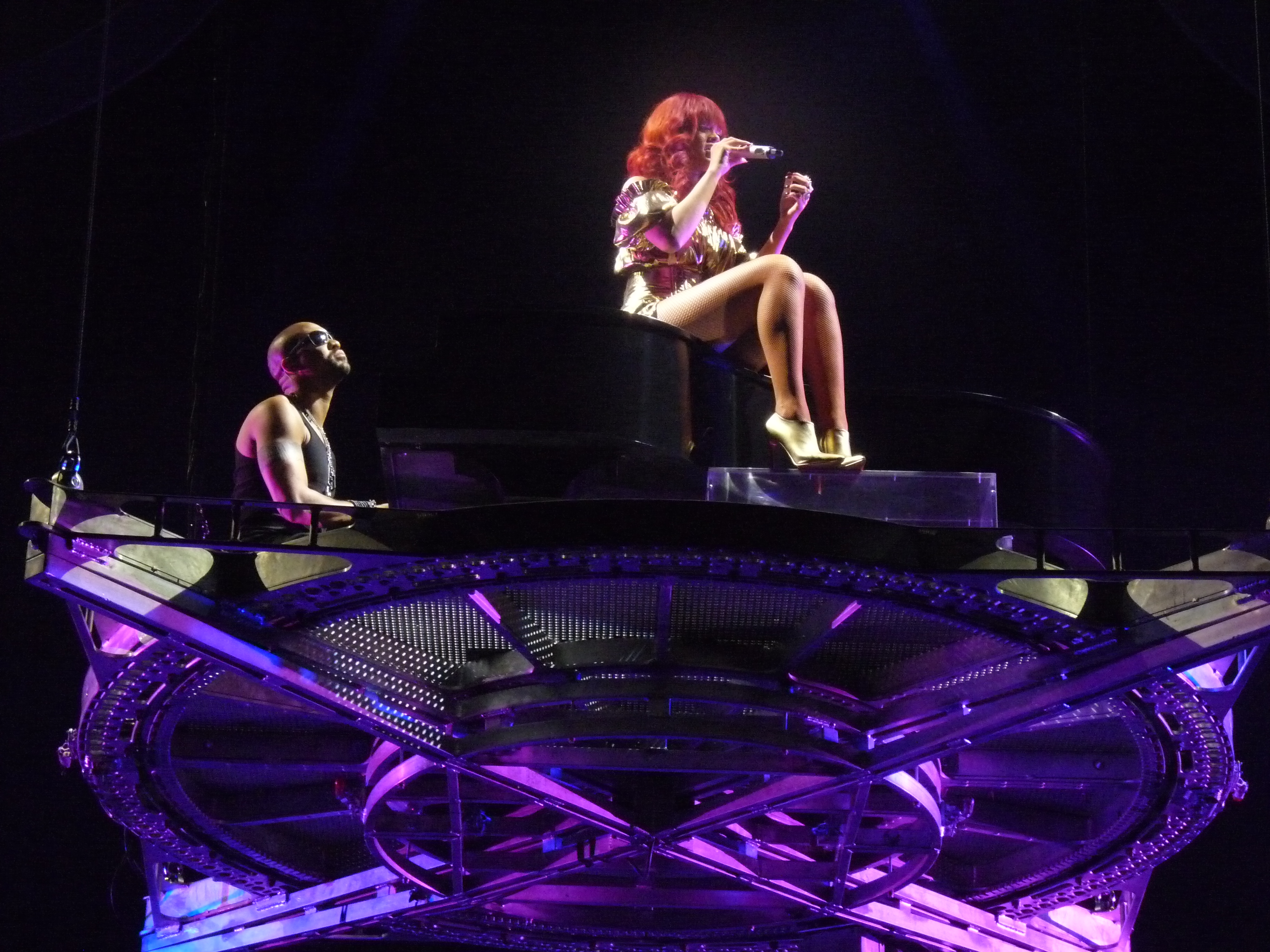
Rihanna singt Love the Way You Lie (Part II) während ihrer Loud Tour in Sunrise, Florida am 14. Juli 2011.

Rihanna sang den Song unter anderem während der American Music Awards 2010 gemeinsam mit ihren US-Nummer-eins-Hits Only Girl (In the World) und What’s My Name?. Rihanna und Eminem sangen das Lied außerdem noch bei den Grammy Awards 2011 als Teil eines Medleys mit I Need a Doctor von Eminem, Dr. Dre, Adam Levine und Skylar Grey.

## Kommerzieller Erfolg
Love the Way You Lie (Part II) ist in den meisten Ländern nicht einzeln erhältlich, sondern nur mit dem Album. Das Lied stieg auf Platz 19 in den Canadian Hot 100 in der Woche vom 4. Dezember 2010 ein und war für neun Wochen in den Charts vertreten. Im Vereinigten Königreich debütierte das Lied am 27. November 2010 auf Platz 160.
| Land/Region                  | Auszeichnungen für Musikverkäufe (Land/Region, Auszeichnung, Verkäufe) | Verkäufe  |
| ---------------------------- | ---------------------------------------------------------------------- | --------- |
| Brasilien (PMB)              | Gold                                                                   | 30.000    |
| Neuseeland (RMNZ)            | Gold                                                                   | 15.000    |
| Südkorea (KMCA)              | —                                                                      | 127.248   |
| Vereinigte Staaten (RIAA)    | Gold                                                                   | 500.000   |
| Vereinigtes Königreich (BPI) | Gold                                                                   | 400.000   |
| Insgesamt                    | 4× Gold ·                                                              | 1.072.248 |

Hauptartikel: Eminem/Auszeichnungen für Musikverkäufe